# Радиофар (насеље)
Радиофар је викенд и стамбено насеље које се налази у општини Сурчин у граду Београду. Према попису из 2022. било је 841 становника. Насеље је формирано седамдесетих година као викенд насеље, а деведесетих година је прерасло у насељено место.
Име Радиофар добило је по радиостаници за везу са ваздухопловима.

## Положај и географија
Насеље се налази у источном делу општине Сурчин, на 5 километара од општине Нови Београд и општине Земун. Удаљеност од аеродрома Никола Тесла је свега 1 километар, док је удаљеност од центра града око 12,8 километара. Са јужне и источне стране избија на аеродром Никола Тесла, док са западне и северне стране преко аутопута Е75 излази на општину Нови Београд и општину Земун.

## Привреда, инфраструктура и објекти у насељу
У насељу Радиофар налази се око 40 великих и средњих предузећа, са преко 400. запослених лица и у њему је изграђено 800 објеката. Грађани из насеља имају проблеме са великим бројем неасфалтираних улица и недостатком путева и саобраћајних линија, без воде која је неопходна грађанима из водовода. У насељу не постоје школски, здравствени и већи трговински објекти. У Радиофару се налази 16 улица, од којих је највећа улица Светог Саве.

## Саобраћај
До насеља се може стићи градским превозом које обезбеђује ГСП Београд
- линија 613 Павиљони — Радиофар[6]
- линија 607 Аеродром Никола Тесла — Баново брдо
- линија 611 Земун/Кеј ослобођења/ — Добановци[7]
- линија 711 Павиљони — Угриновци[8]
- линија 600 Аеродром Никола Тесла — Железничка станица Београд центар
- линија 860И БАС — Индустријска зона Барич